# 西张堡镇
西张堡镇，是中华人民共和国陕西省咸陽市礼泉县下辖的一个乡镇级行政单位。

## 行政区划
西张堡镇下辖以下地区：
新城村、芦家村、彭王村、豆腐刘村、东刘村、西张堡村、北宁村、东寨村、段家村、南寨村、周邢村、兴隆庄村、白村、刘林村、西刘村、东土村、西土村、沿村和张什村。